# أبو جعفر الترمذي
أبو جعفر محمد بن أحمد بن نصر الترمذي (200-295هـ الموافق 816- 908 م،)، فقيه شافعي من أصحاب الوجوه، كان شيخ الشافعية في العراق قبل ابن سريج وتفقه على أصحاب الشافعي.
ولد في ذي الحجة سنة مائتين (200هـ)، وكان في بداية حياته حنفي المذهب، ثم صار إلى مذهب الشافعي لرؤيا رأى بها النبي محمداً.
سكن بغداد، وكان زاهداً ورعاً قانعاً باليسير، وكان قُوْتُهُ كل شهر أربعةَ دراهم، وكان لا يَسأل أحداً شيئاً.

## مؤلفاته
له مصنفات منها: «اختلاف أهل الصلاة» في الأصول.

## وفاته
توفي لإحدى عشرة ليلة خلت من المحرم سنة خمس وتسعين ومائتين (295هـ)، وقد كمل أربعاً وتسعين سنة.